# Skala KP
Skala KP, indeks planetarny Kp − skala, która opisuje zasięg występowania zorzy polarnej, od KP0 jest wartością najniższą i oznacza widoczność jedynie w okolicy bieguna, a KP9+ jest wartością najwyższą. Zorza polarna w Polsce jest widoczna, gdy jej indeks wynosi od 6 do 8+.